# Alicja Bachleda-Curuś

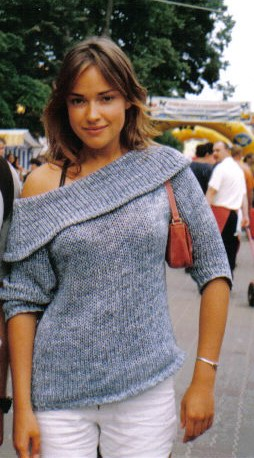
Actriţa poloneză Alicja Bachleda-Curuś

Alicja Bachleda, cunoscută și ca Alicja Bachleda-Curuś, (n. 12 mai 1983, Tampico⁠(d), Tamaulipas, Mexic) este o actriță și cântăreață poloneză.

## Filmografie
- Pan Tadeusz (Polonia, 1999) - Zosia Horeszkówna
- Wrota Europy (Polonia, 1999) - Zosia
- Syzyfowe prace (Polonia, 2000) - Anna Stogowska Biruta
- Herz über Kopf (Germania, 2001) - Wanda
- "Na dobre i na zle" (37 episoade, Polonia, 2002-2004) - Anna Bochenek
- Furtună de vară (Germania, 2004) - Anke
- Sângele templierilor (Germania, 2004) - Stella
- Pe furiș (Elveția, 2006) - Ewa
- Trade (Germania/SUA, 2007) - Veronica
- Cocoșul decapitat (România, 2008) - Gisela Glückselig
- Ondine (Irlanda, SUA, 2009) - Ondine
- Friendship! (Germania, SUA, 2010) - Zoey

## Discografie
- Sympatyczne sny - casetă (1991)
- Nie załamuj się - casetă (1996)
- Marzyć chcę - single (1999)
- Klimat - (2001)
- Nie pytaj, nie pytaj mnie - single (2002)
- Ich velier mich gern in Dir - (din filmul: Herz Im Kopf) (2001)